# Asterolasia pallida
Asterolasia pallida är en vinruteväxtart. Asterolasia pallida ingår i släktet Asterolasia och familjen vinruteväxter.

## Underarter
Arten delas in i följande underarter:
- A. p. hyalina
- A. p. pallida